# Bodhi Linux
A Bodhi Linux egy kis méretű Linux-disztribúció (más néven MiniLinux), ami a hosszú támogatású Ubuntu (LTS) kiadásokon alapul és a Moksha ablakkezelőt használja. A terjesztés filozófiája az, hogy csak egy minimális csomagokból álló alaprendszert telepít fel (fájlböngésző, webböngésző, terminál emulátor), és a felhasználóra bízza a további alkalmazások telepítését. A fejlesztők fenntartanak egy online adatbázist a kis erőforrás-igényű szoftverekből, amelyből a programok az apt csomagkezelővel telepíthetőek.
A Bodhi Linux standard változata Intel kompatibilis processzorokra érhető el, de emellett van egy alfa verziója az ARM processzoros hordozható eszközökre (tabletekre) is, ennek a változatnak Debian az alapja.

## Teljesítmény
A Bodhi minimális hardver követelménye: 500 MHz-es processzor, 512 MB RAM és 5 GB szabad hely a merevlemezen. A Bodhi a Moksha felülettel lehetőséget ad arra, hogy nagyon sok asztali effekt és animáció legyen használható benne csúcskategóriás hardverigény nélkül. Egy független vizsgálat megmérte például, hogy a GIMP indítása csak 4.7 másodpercig tart Bodhi Linuxon, míg Ubuntun ugyanez 11.1 másodpercet igényel. Az Enlightenment ablakkezelőt és a Bodhi Linuxhoz készült eszközöket C programozási nyelven írták.

## Verziók
| Verzió | Megjelenés dátuma | Megjegyzés                                                |
| ------ | ----------------- | --------------------------------------------------------- |
| 0.1.0  | 2010-11           | az első alfa verzió (350 MB)                              |
| 0.1.4  | 2011-01           | az első béta verzió (Enlightenment SVN 2011/1/8 fordítás) |
| 0.1.5  | 2011-01           | RC1, az első végleges kiadásra jelölt verzió              |
| 1.0.0  | 2011-03           | Linux Kernel 2.6.35-28                                    |
| 1.1.0  | 2011-05           | Linux Kernel 2.6.39, Enlightenment SVN Build vom 23/05/11 |
| 1.2.0  | 2011-09-08        |                                                           |
| 1.2.1  | 2011-10-09        | Hibajavítások                                             |
| 1.3.0  | 2011-12-23        |                                                           |
| 1.4.0  | 2012-03-22        | Linux Kernel 3.2.0                                        |
| 2.0.0  | 2012-07-26        | az első Ubuntu 12.04 LTS alapú kiadás                     |
| 2.1.0  | 2012-09           | Az első frissítés a Ubuntu 12.04 LTS alapú kiadáshoz      |
| 2.2.0  | 2012-12           |                                                           |
| 2.3.0  | 2013-03           |                                                           |
| 2.4.0  | 2013-09           |                                                           |
| 3.0.0  | 2015-02           | az első Ubuntu 14.04 LTS alapú kiadás                     |
| 3.1.0  | 2015-08           |                                                           |
| 3.2.0  | 2016-03           |                                                           |
| 4.0.0  | 2016-10           | az első Ubuntu 16.04 LTS alapú kiadás                     |
| 4.1.0  | 2017-01           |                                                           |
| 4.2.0  | 2017-05           |                                                           |
| 4.3.0  | 2017-08           |                                                           |
| 4.4.0  | 2017-12           |                                                           |
| 4.5.0  | 2018-02           |                                                           |
| 5.0.0  | 2018-08           | az első Ubuntu 18.04 LTS alapú kiadás                     |
| 5.1.0  | 2020-03           |                                                           |
| 6.0.0  | 2021-05           | az első Ubuntu 20.04.2 LTS alapú kiadás                   |